# كتلة العمل الوطني

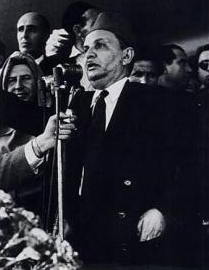

كتلة العمل الوطني هو تنظيم سياسي أسسه زعماء الحركة الوطنية المغربية سنة 1934، من بينهم علال الفاسي ومحمد حسن الوزاني وأحمد بلافريج. قدمت هذه الكتلة لسلطات الحماية الفرنسية في 1 ديسمبر 1934م دفتر «مطالب الشعب المغربي».
وأدى الخلاف بين علال الفاسي والوزاني، إلى ترك هذا الأخير للكتلة وإنشاء حزبه الخاص الحركة القومية، وهو سلف حزب الشورى والاستقلال، بينما أنشأ علال الفاسي الحركة الوطنية لتحقيق الإصلاحات، وهو سلف حزب الاستقلال.

## تاريخ
عملت كتلة العمل الوطني منذ مايو 1934 على إعداد برامج للإصلاحات والذي قدمته في 1 ديسمبر 1934، كما أنها طيلة سنة 1935 ظلت تقاوم الامتيازات التي كان يطالب بها المعمرون الفرنسيون. وكان من نتيجة الاحتجاجات إعفاء المقيم العام هنري بونصو، وتعويضه بمارسال بيروتون غير أن وصول بيروتون صادف صعود تحالف الجبهة الشعبية إلى الحكم في فرنسا، هاته "الجبهة التي كانت الكتلة تراهن على صعودها. فأرست وفدا إلى فرنسا يضم عمر بنعبد الجليل ومحمد حسن الوزاني لشرح مواقف "الكتلة" للحكومة الجديدة وذلك في يوليو 1936، وقد استقبل الوفد من قبل وكيل وزارة الخارجية بول فينو وهو أحد المناصرين للوطنيين هذا الاستقبال إضافة إلى تغيير المقيم العام "بيروتون" وتعويضه في شتنبر ب موريس نوغيس شجع الكتلة على وضع قائمة بالمطالب المستعجلة هاته المطالب تشكل تلخيصا لمطالب سنة 1934.
بين سبتمبر وأكتوبر ونوفمبر من سنة 1937م، حدثت العديد من التغييرات حول الكتلة الوطنية، فبعد إغلاق مقر الكتلة ومحاولة منع الحزب الوطني من النشاط والإدارة الفرنسية تواصل الاعتقالات والنفي وذلك في سعي حثيث منها لتحقيق الأهداف والمقاصد الاستعمارية في المجال الديني والاقتصادي والثقافي واللغوي. وهي نفس المجالات التي تصدت الحركة الوطنية للعمل فيها، وبذل قصارى الجهد لإفشال المخطط الاستعماري ومواجهته. وراهنت الإدارة الاستعمارية في هذه السنة على الانشقاق الذي حصل في كتلة العمل الوطني لعلها تجد منفذا تدخل منه للإجهاز على الوطنيين، حيث انقسمت الكتلة إلى «الحركة الوطنية لتحقيق المطالب» (أو الحزب الوطني) بزعامة علال الفاسي والحركة القومية بقيادة محمد بلحسن الوزاني، ورغم عدم التنسيق فيما بينهما تكاد تكون المواقف واحدة في الهدف العام، ولذلك فإن الإدارة الفرنسية وبصفة خاصة في هذه الشهور جوبهت من طرف الفصيلين معا من حيث المواقف والمبدأ بموقف يكاد يكون متشابها وهو ما دفع الإدارة إلى اعتقال المجموعات الوطنية من الفصيلين حسب امتدادات كل فصيل في الأوساط الشعبية.
وأدى وصول «الجبهة الشعبية» في فرنسا للحكم إلى تحول في بنية «كتلة العمل الوطني» إذ أصبح حزبا منفتحا على القواعد الشعبية وتأسست فروع جديدة بمكناس، صفرو، وزان، قصبة تادلة، وتحول بذلك من حزب مغلق على نفسه إلى حزب منفتح على القواعد الشعبية، الأمر الذي طرح مشكل السلطة داخل الحزب، حيث كان هناك شخصان مؤهلان لتزعم الحزب: علال الفاسي ومحمد حسن الوزاني. فقد استغل علال الفاسي غياب العناصر التي قدمت لائحة المطالب المستعجلة ليدعو إلى عقد المؤتمر الأول لكتلة العمل الوطني يوم 25 أكتوبر 1936 بالرباط، وعند عودة محمد حسن الوزاني من فرنسا وجد نفسه أمام حزب جديد يقوده شخص واحد هو علال الفاسي. فقد عرفت الكتلة منذ 1936 تحولات في بنيتها. هذا سيؤدي إلى التفكير في هيكلتها فقد اجتمعت في يناير 1937 لتختار لجنة تنفيذية جديدة. ولم يقبل محمد الوزاني بالتركيبة الجديدة فانسحب من الكتلة وقد ساهم خنق جو الحريات العامة الذي خلقه المقيم العام نوجيس في التكريس النهائي لهاته القطيعة، حيث ما أن تأكد من حدوث الانشقاق حتى سارع المقيم العام الفرنسي بإعطاء أوامره بحضر كتلة العمل الوطني في 18 مارس 1937م.